# 이사벨중학교
이사벨중학교(이사벨中學校)는 대한민국 부산광역시 연제구 거제동에 있는 사립 중학교이다.

## 학교 연혁
- 1964년 10월 27일 : 재단법인 학교복음선교회의 선교사업의 하나로 학교법인 복음학원 설립인가, 설립자 황성택 목사, 신동혁 목사
- 1964년 12월 5일 : 정화여자중학교 설립인가(3학급)
- 1965년 3월 10일 : 개교식 및 1965학년도 입학식, 초대 유금종 교장 취임
- 1965년 12월 3일 : 이사벨 여자 중학교로 교명 변경
- 1968년 1월 11일 : 본교 제1회 졸업식(172명)
- 1969년 3월 1일 : 동일구내 고등학교와 분리
- 1976년 3월 10일 : 무궁화관 대강당 준공, 펜싱부 창단
- 2001년 3월 1일 : 교명변경 이사벨중학교
- 2023년 3월 1일 : 제3대 이사장 신기영 목사 취임
- 2024년 9월 1일 : 제12대 교장 이현주 취임
- 2025년 2월 7일 : 제58회 졸업식 (졸업생 174명, 졸업생수 23,205명)

## 참고 자료
- 이사벨중학교 - 한국교육학술정보원 학교알리미